# Золотая фольга

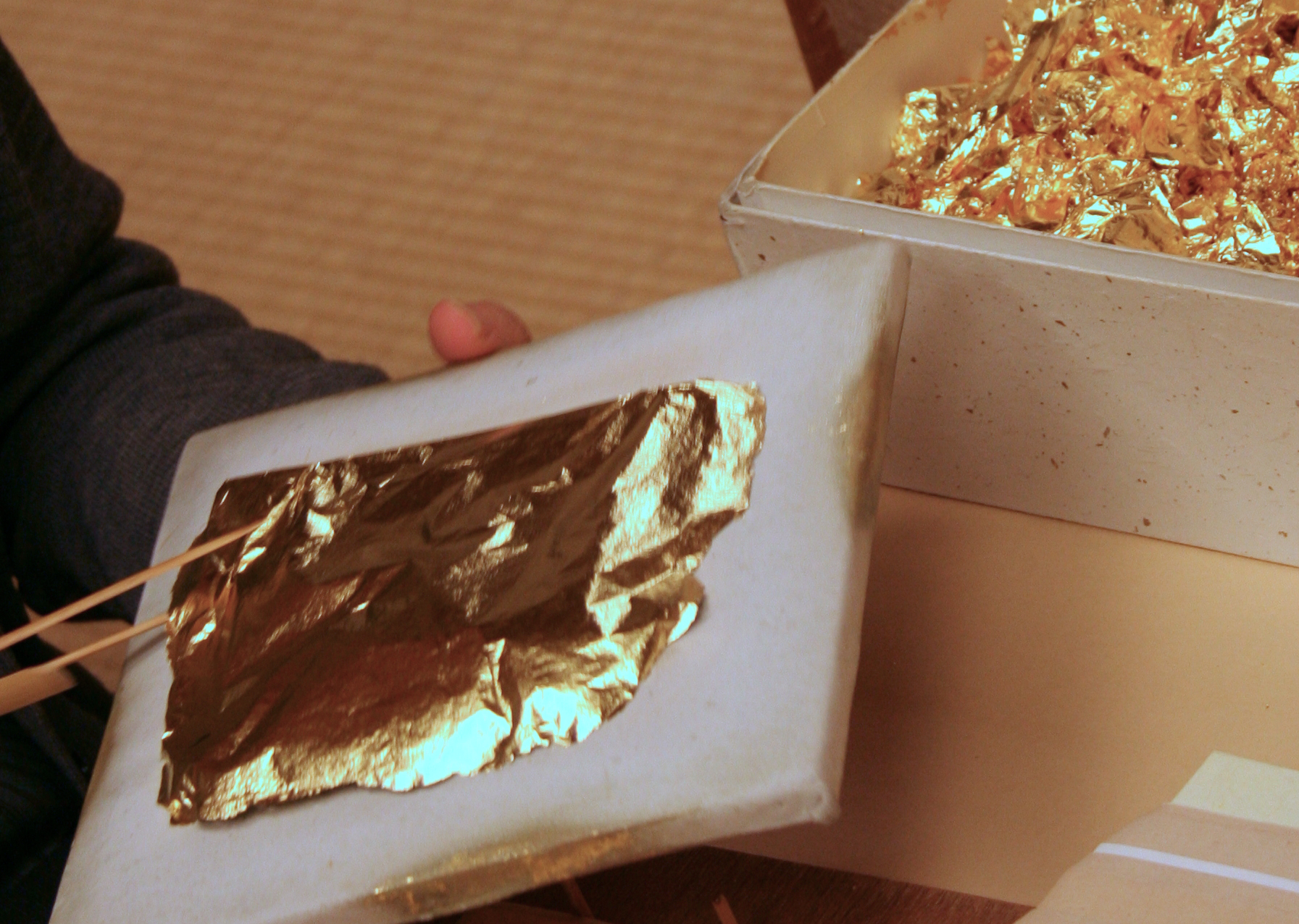
Японское искусство золочения фольгой, кириканэ

Золота́я фольга́ (англ. gold folia, gold leaf) — тонкие листы золота. Очень тонкие листы (около 100 нм) называют сусальным золотом.

## Применение

### В пищевой промышленности
В пищевой промышленности золотая фольга используется в качестве пищевой добавки E175 для украшения пищевых продуктов.

### В декоративных целях
Основная статья: сусальное золото
Сусальное золото используют для позолоты различных изделий, таких как монеты, купола, статуи и т. д.

### В электротехнике
В электротехнике золотую фольгу иногда используют для золочения деталей приборов (проводов, обмоток и др.) из-за хорошей электропроводности золота в сочетании с очень высокой коррозионной стойкостью. Например, в некоторых случаях покрывают золотом детали магнетронов СВЧ-печей, что позволяет увеличить срок их службы.